# Brad Maloney
Brad Maloney (sinh ngày 19 tháng 1 năm 1972) là một huấn luyện viên bóng đá người Úc hiện đang phụ trách huấn luyện Đội tuyển bóng đá U-23 quốc gia Malaysia từ tháng 10 năm 2021.
Khi còn là cầu thủ, Maloney đã chơi cho một số câu lạc bộ tại National Soccer League, bao gồm Marconi Fairfield, Perth Glory và Newcastle Breakers.